# ジョナサン・クレメンツ

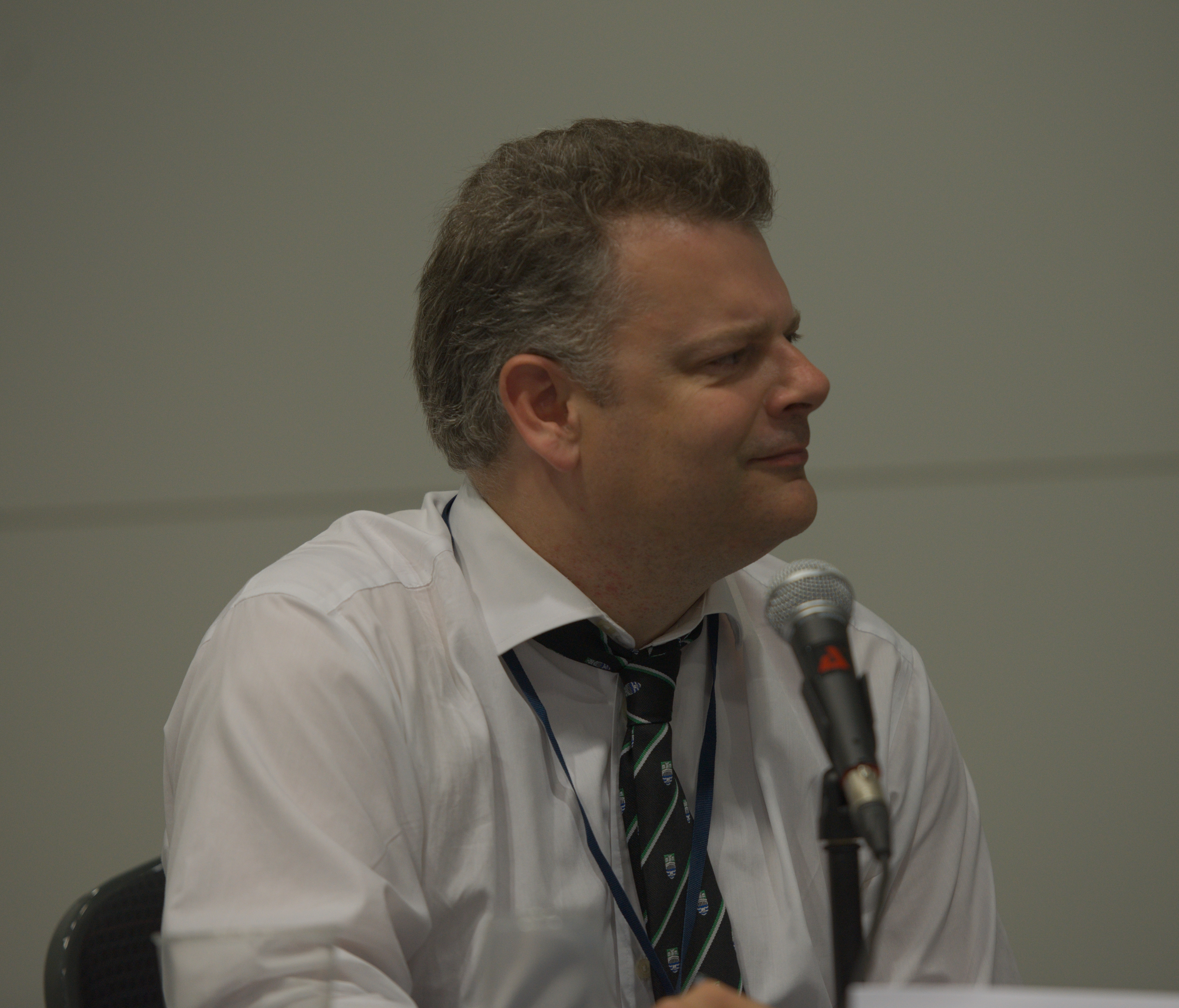
ジョナサン・クレメンツ

ジョナサン・クレメンツ（Jonathan Clements, 1971年7月9日 - ）はイギリスの著者であり、脚本家である。著作物のほとんどが中国と日本に関するものである。英語圏において日本のアニメに関する第一人者である。

## 経歴
リーズ大学にて中国語と日本語を勉強、スターリング大学にて修士論文はアニメと漫画の輸出がテーマ。その後アニメ業界で翻訳家、英語版吹き替えの音声監督として働き、その後月刊ニュータイプのアメリカ版の副編集長を2年務める。英国ウェールズ大学で博士号を取得。日本のアニメ業界史を考察した学術博士論文の内容は「Anime: A History」という題名で出版。
東郷平八郎、西園寺公望、孔子の伝記や侍の歴史の検証を含めた歴史書を多数出版。秦の始皇帝の伝記は中国語にも翻訳され、中国で出版された。中国の歴史にまつわる外国人の著書が中国で出版されるのは非常にまれなことである。則天武后の伝記はテレビシリーズへの改作がきまっており、ナショナルジオグラフィックチャンネルは鄭成功の伝記「Pirate King of Taiwan」を基にドキュメンタリーを作成した。圭室元子との共著で、日本のテレビを主題した英語の本では最大の「Dorama Encyclopedia（ドラマ大百科）」も出版。
またドクター・フー、ハイランダー 悪魔の戦士等、サイエンスフィクション系の小説、ショートストーリー、ラジオの脚本を執筆。2011年よりヒューゴー賞受賞のEncyclopedia of Science Fiction（SF百科事典）の編集者であり、特に中国、日本関係の作品を担当。
2000年には日本の文化理解に多大な貢献をした人に贈られるJapan Festival Awardを受賞。2002年ウディネファーイースト映画祭のゲスト・キュレーター、2009年ロカルノ映画祭では大規模なアニメのイベントのアドバイザーを務める。スコットランドのアニメ映画祭「スコットランド・ラブズ・アニメ」で賞の審査員長も務める